# Mesanthura nigrodorsalis
Mesanthura nigrodorsalis is een pissebed uit de familie Anthuridae. De wetenschappelijke naam van de soort is voor het eerst geldig gepubliceerd in 1977 door Nunomura.